# Distretto di Ernakulam
Il distretto di Ernakulam (Malayalam: എറണാകുളം ) è uno dei 14 distretti dello stato federale indiano del Kerala. Il capoluogo è Kakkanad, mentre la città più importante è Kochi.
Ai confini settentrionali si trova il fiume Chalakudi che fa da limite tra questo e il distretto di Thrissur; ad est si trova quello, montuoso, di Idukki, mentre, a sud, il tratto interno confina col distretto di Kottayam, e quello costiero con Alappuzha.

## Geografia fisica
Il distretto ricade quasi interamente in un'area pianeggiante; la parte più orientale è occupata dalle colline che degradano dai Ghati Occidentali, chiamati in questo settore Cardamom Hills: l'altitudine media è di circa 300 metri, ma, ad eccezione dell'estremità orientale, si tratta di terrazzamenti dolcemente digradanti. Sono presenti foreste pluviali, ma di dimensioni contenute rispetto a quelle di altri distretti vicini.

La parte centrale è costituita dalla pianura, la quale è fittamente attraversata da un gran numero di fiumi e canali, nonché pozze di acqua stagnate in via di prosciugamento; si tratta di una pianura alluvionale densamente popolata, i cui centri principali sono Perumbavoor e Aluva. Qui si trovano anche le coltivazioni principali, in particolare le risaie.

Il tratto costiero è caratterizzato da un intricato sistema di lagune: a nord, la città di Paravoor sorge di fronte ad uno stagno della lunghezza di 20 km, mentre la grande area metropolitana di Kochi-Ernakulam si trova all'entrata del più vasto sistema lagunare della costa del Malabar. da qui si originano infatti tre sistemi di lagune, paralleli tra loro, che si dirigono a sud, sconfinando in altri distretti; il sistema più notevole è quello più interno, che dà origine al Vembanad Lake.
Il Periyar, a nord, e il Muvattupuzha, a sud, sono i fiumi principali; sul tratto collinare del primo, vi è installata una diga, che forma il Bhoothanthankettu Lake. Durante la stagione delle piogge, spesso straripano, dando luogo a frequenti inondazioni.

## Storia

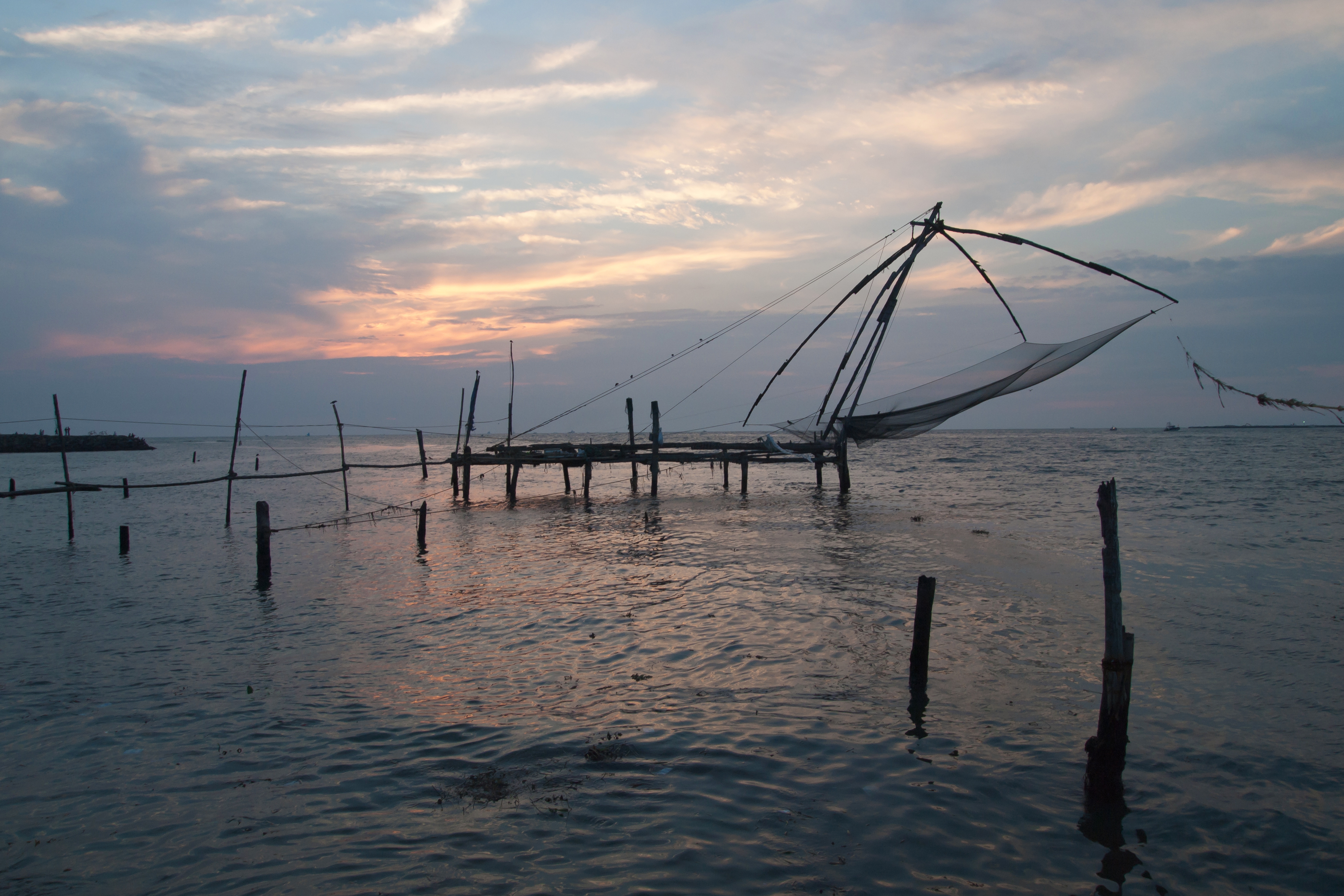
La Cheena Vala, una rete da pesca cinese; Kochi è l'unico luogo, al di fuori della cina, in cui queste reti sono usate.

La parola Ernakulam, secondo le teorie più accreditate, derivererebbe dalla parola Tamil Erayanakulam, che significa "Dimora del Dio Shiva".
Fin dall'antichità, essendo una delle regioni più produttive di spezie di tutta l'India, la zona era frequentata dai mercanti di tutte le grandi civiltà del continente eurasiatico; la sua storia è strettamente legata a quella del suo centro più importante, Kochi.

Il distretto nacque formalmente il 1º aprile 1958, e comprendeva i Talukas (suddivisioni) di Aluva, Kunnathunadu, Kochi, Kanayannur e Paravoor, che appartenevano in precedenza al Distretto di Thrissur. Inizialmente, la sede del distretto si trovava ad Ernakulam, dal quale prese il nome; in seguito, quando il 26 gennaio 1977 nacque il Distretto di Idukki, il Taluk di Thodupuzha fu accorpato alla nuova entità territoriale, mentre quello di Muvattupuzha fu scisso per formare quello di Kothamangalam, che entrò a far parte del distretto di Ernakulam.
Il Distretto di Ernakulam attualmente include i talukas di Paravur, Aluva, Kochi, Kanayannoor, Muvattupuzha e Kunnathunadu.

## Flora e fauna
La flora è tipicamente tropicale, favorita dalle abbondanti precipitazioni piovose che il monsone scarica da giugno ad ottobre, piogge che tra l'altro vengono trattenute entro i confini del Kerala dalle alte vette dei Ghati Occidentali. La fauna è ricchissima nelle lagune, lontano dai grandi centri abitati: in particolare, l'avifauna e la fauna ittica lacustre viene protetta tramite l'istituzione di parchi e riserve naturali. L'area della città di Kochi presenta invece il tratto di costa più degradato della costa del Malabar.

## Economia
L'agricoltura costituisce per la gran parte delle famiglie del distretto la più grande fonte di reddito; la noce di cocco è coltivata praticamente ovunque, così come il riso e la tapioca. Sugli oltre 240.000 ettari di territorio, ben 210.000 sono coltivati.

L'industria è presente soprattutto a Kochi ed Ernakulam, ed è di recente istituzione; le città costiere hanno sempre incentrato la loro economia sulla pesca, sia di specie marine, che di quelle lagunari, anche con l'utilizzo di speciali reti da pesca originarie dalla Cina.

Anche il settore terziario è di recente istituzione.